# Stephen Merchant
Stephen James 'Steve' Merchant (24 november 1974) is een Britse schrijver, regisseur, radiopresentator en komische acteur. Hij is het meest bekend door zijn samenwerkingen met Ricky Gervais, als de co-schrijver en co-regisseur van de populaire Britse sitcom The Office, als de co-schrijver, co-regisseur en co-ster van Extras en als de co-presentator van The Ricky Gervais Show in zijn radiovorm, als podcast, als audioboek en als televisieserie.
Hij is ook bekend door zijn voice-over voor de reclames van Barclay en als stem van Wheatley, de robot uit de computergame Portal 2. Merchant speelt de hoofdrol in de door hem bedachte en geproduceerde komedieserie Hello Ladies, die in 2013 voor het eerst werd uitgezonden.
In 2017 kreeg hij een rol in de film Logan als Caliban.
In 2021 speelde hij de rol van Stephen Port in de 3 delige BBC tv film Four Lives. Wanneer vier jonge homoseksuele mannen kort na elkaar dood worden aangetroffen in Barking, een buitenwijk van Londen, gaan hun dierbaren op zoek naar de ware toedracht. Geconfronteerd met het falen van de politie vechten ze voor gerechtigheid.
- Bibsys: 3095467
- Biblioteca Nacional de España: XX4875321
- Bibliothèque nationale de France: cb14640301r (data)
- Gemeinsame Normdatei: 141494670
- International Standard Name Identifier: 0000 0001 2025 4436
- Library of Congress Control Number: nb2003009360
- MusicBrainz: ebe76843-5dab-482d-a7c0-5525fd99f66b
- Nationale Bibliotheek van Tsjechië: xx0135394
- Nationale Bibliotheek van Israël: 987007350719805171
- Nationale Bibliotheek van Polen: a0000002602097
- Nederlandse Thesaurus van Auteursnamen: 242653464
- Réseau des bibliothèques de Suisse occidentale: 02-A018453019
- Istituto Centrale per il Catalogo Unico: TSAV516057
- Système universitaire de documentation: 158512510
- Virtual International Authority File: 49481834
- WorldCat: E39PBJqqpD9pX8cYjQQ3Hkf8YP